# Ni carne ni pescado
Ni carne ni pescado es el sexto álbum de estudio de la banda mexicana de ska y rock en español Panteón Rococó y fue lanzado al mercado por la discográfica Sony BMG en octubre de 2012.
El disco se compone de seis pistas originales, tres versiones de otros artistas y cuatro canciones de Panteón Rococó interpretadas por otros artistas.

## Listado de temas
Todos los temas fueron escritos por Panteón Rococó, excepto donde se indica lo contrario.

| N.º | Título                                                                | Escritor(es) | Duración |  |
| 1.  | «Hostilidades»                                                        |              |          |  |
| 2.  | «Poema intro»                                                         |              |          |  |
| 3.  | «Renace en la montaña» (versión de Tijuana No!)                       |              |          |  |
| 4.  | «Déjala tranquila» (versión de Ritmo Peligroso)                       |              |          |  |
| 5.  | «Gansters» (versión de The Specials)                                  |              |          |  |
| 6.  | «No sé por qué» (con María Barracuda)                                 |              |          |  |
| 7.  | «Noche bestial» (con Kinky)                                           |              |          |  |
| 8.  | «Quiero bailar contigo»                                               |              |          |  |
| 9.  | «Remmi demmi»                                                         |              |          |  |
| 10. | «Arréglame el alma» (interpretada por JotDog)                         |              |          |  |
| 11. | «La Rubia y el demonio» (interpretada por DLD)                        |              |          |  |
| 12. | «Vete lejos» (interpretada por El Clan)                               |              |          |  |
| 13. | «Déjala tranquila» (interpretada por Sonido Caballero y Pato Machete) |              |          |  |

## Créditos
- Panteón Rococó.
- JotDog.
- DLD.
- El Clan.
- Sonido Caballero.
- Pato Machete.
- María Barracuda.